# Charles Le Picq
Charles Le Picq oder Lepicq, russisch Шарль Ле Пик (* 1744 in Neapel; † 1806 in Sankt Petersburg) war ein französischer Tänzer und Choreograf.

## Leben und Wirken
Er war ein Schüler von Jean Georges Noverre (1727–1810), einem der Schöpfer des modernen Balletts (Ballett d’action). Le Picq wurde „Apollo des Tanzes“ genannt und trat in vielen Ländern wie Italien, England und Russland auf, zwischen 1765 und 1777 mit seiner Frau Anna Binetti. In Mozarts Arie Rivolgete a lui lo sguardo (in Così fan tutte) rühmt sich Guglielmo, dass er und Ferrando so elegant tanzten, „dass Le Picq sich vor uns verbeugen würde“.
1786 wurde Le Picq eingeladen, in Sankt Petersburg das kaiserliche Ballett zu leiten. Seine Frau, die Ballerina Guertroude Rossi, und deren Sohn Carlo Rossi folgten ihm dorthin. Seine Tochter Carolina heiratete den spanischen Komponisten Vincente Martín y Soler (1750/54–1806), mit dem Le Picq in Sankt Petersburg wie bereits zuvor in Neapel zusammenarbeitete. Die Familie blieb in Russland. Rossi machte sich dort einen Namen als Architekt.
Le Picq hatte großen Einfluss auf die Entwicklung des russischen Balletts. Ihm ist es zu verdanken, dass Noverres Lettres sur la danse 1803 in Russland veröffentlicht wurden. 1801 berief er den französischen Choreografen Charles Didelot nach Sankt Petersburg.